# Passeport paraguayen

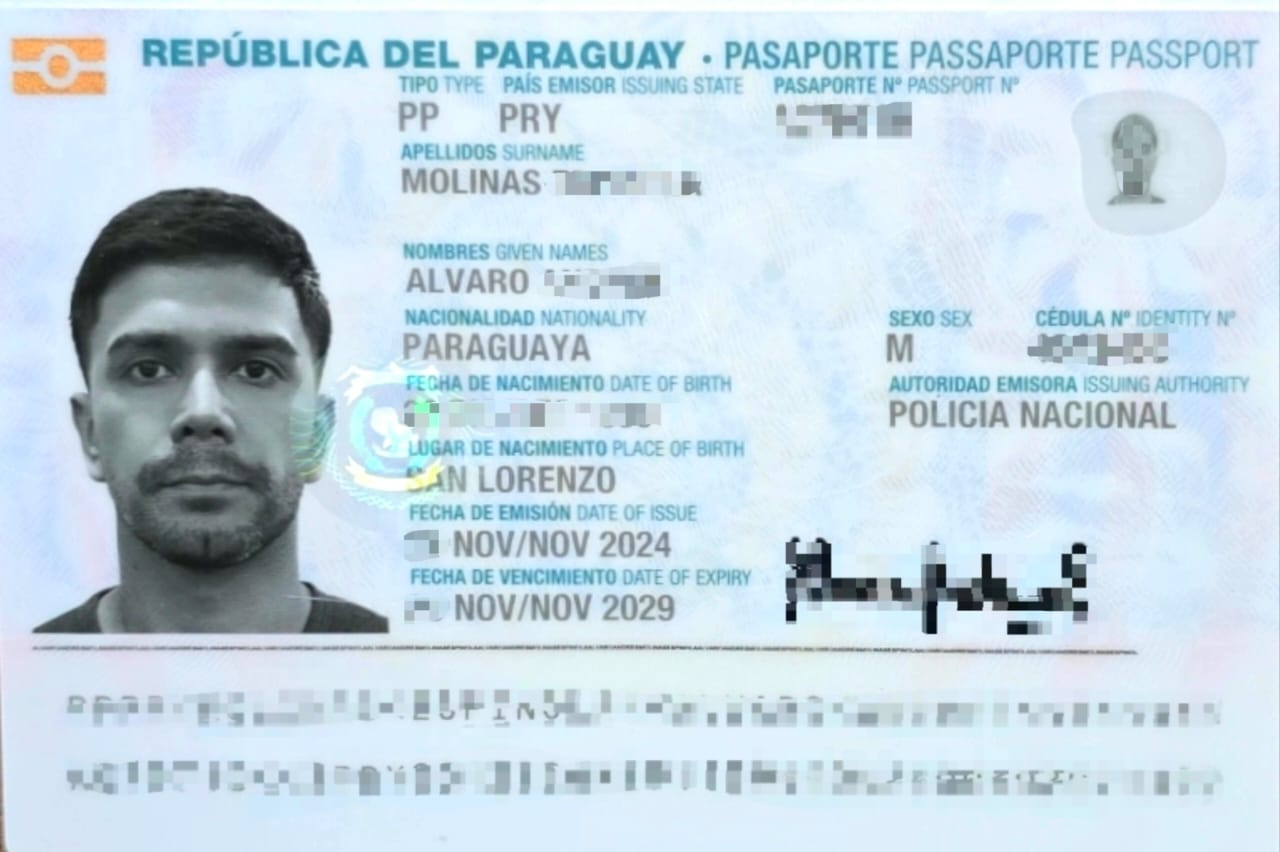
Nouveau passeport biométrique paraguayen.

Le passeport paraguayen est un document de voyage international délivré aux ressortissants paraguayens, et qui peut aussi servir de preuve de la citoyenneté paraguayenne.